# Jatirejo (Ngargoyoso)
Jatirejo is een bestuurslaag in het regentschap Karanganyar van de provincie Midden-Java, Indonesië. Jatirejo telt 1920 inwoners (volkstelling 2010).